# Das Haus mit dem Mezzanin
Das Haus mit dem Mezzanin (russisch Дом с мезонином, Dom s mesoninom) – auch Das Haus mit dem Zwischenstock, Das Haus mit dem Dachgeschoss, Das Haus mit dem Giebelzimmer, Das Haus mit dem Giebel – ist eine Erzählung des russischen Schriftstellers Anton Tschechow, die – im Winter auf das Jahr 1896 niedergeschrieben – im Aprilheft 1896 der Moskauer Zeitschrift Russkaja Mysl erschien. Eine deutschsprachige Fassung von C. Berger kam 1904 in Wien heraus.

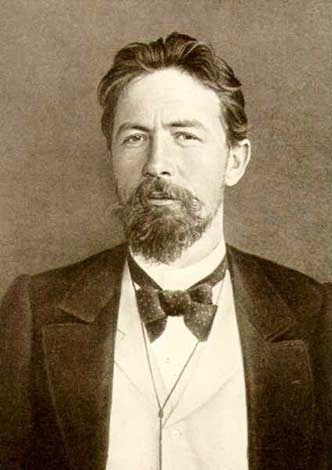
Anton Tschechow

## Überblick
Das Mezzanin eines heruntergekommenen Landhauses wird von der 24-jährigen Lidija Woltschaninowa – genannt Lida und deren jüngerer Schwester Shenja – genannt Missjus – bewohnt. Deren Vater, ein Moskauer Geheimrat, ist verstorben. Der Ich-Erzähler, ein Landschaftsmaler, verbringt eine Zeit in der Nachbarschaft im Hause des Gutsbesitzers Belokurow und stöbert, während eines Gewitters Unterschlupf suchend, die beiden Halbwaisen in jenem Hause hinter einem verwahrlosten Park auf. Lida verdient ihren Lebensunterhalt als Lehrerin. Der Maler und Missjus sind zwei Müßiggänger.
Immer öfter besucht der Maler die Woltschaninows in ihrem alten Hause. Jekaterina Pawlowna Woltschaninowa, die Mutter der Mädchen, gewöhnt sich an den Gast. Der Maler verliebt sich in Missjus. Lida, die sich im Dorf wie auch in der weiteren Umgebung für Schulen und Krankenhäuser sozial engagiert, hat ganz andere Ansichten als der Maler. Der Streit zwischen Lida und dem Maler wird zum Beispiel entfacht, sobald die geplante Sanitätsstelle in Malosjomowo zur Sprache kommt. Lida will die Müttersterblichkeit bei Geburten auf dem Lande senken und der Maler hält medizinische Einrichtungen, Schulen und Bibliotheken für Instrumente zur weiteren Versklavung des Volkes. Das Grundübel müsste nach Ansicht des Malers an der Wurzel gepackt, also die schwere körperliche Arbeit der Landbevölkerung vermindert werden.
Infolge der Auseinandersetzungen zwischen Lida und dem Maler schickt Lida ihre Schwester zu Verwandten. Missjus als der schwächere Charakter gehorcht. Der Maler steht verlassen da und fragt: „Missjus, wo bist du?“

## Verfilmung
- 1960 Sowjetunion, Jaltaer Kinostudio: Дом с мезонином (Dom s mesoninom), Spielfilm von Jakow Baseljan mit Wera Altaiskaja.

## Deutschsprachige Ausgaben
- Das Haus mit dem Zwischenstock. Aus dem Russischen von Gerhard Dick. enthalten in dem Band Rothschilds Geige. Erzählungen 1893–1896 in: Das erzählende Werk in zehn Bänden. Diogenes, Zürich 1976, ISBN 978-3-257-20265-6

### Erstausgabe
- Das Haus mit dem Giebel. Übersetzung C. Berger. In dem Erzählungsband: Anton Tschechow: Das Kätzchen. Wiener Verlag, Wien 1904

### Verwendete Ausgabe
- Das Haus mit dem Zwischenstock. Die Erzählung eines Künstlers. Deutsch von Gerhard Dick. S. 376–397 in Wolf Düwel (Hrsg.): Anton Tschechow: Die Dame mit dem Hündchen. Meistererzählungen. (enthält noch: Die Gattin. Anna am Halse. Weißstirnchen. Der Mord. Ariadna. Mein Leben. Die Bauern. Der Petschenege. In der Heimat. Auf dem Wagen. Bei Bekannten. Der Mensch im Futteral. Die Stachelbeeren. Von der Liebe. Jonytsch. Ein Fall aus der Praxis. Herzchen. Das Neue Landhaus. Auf der Dienstreise. Zur Weihnachtszeit. In der Schlucht. Der Bischof. Die Braut). 612 Seiten. Rütten & Loening, Berlin 1967 (1. Aufl.)

## Anmerkung
1. ↑  In manchen russischen Ausgaben ist diese Kurzgeschichte auch untertitelt mit Die Erzählung eines Künstlers (russ. Рассказ художника).